# Trédion
Trédion (bret. Tredion) – miejscowość i gmina we Francji, w regionie Bretania, w departamencie Morbihan.
Według danych na rok 1990 gminę zamieszkiwało 875 osób, a gęstość zaludnienia wynosiła 34 osoby/km² (wśród 1269 gmin Bretanii Trédion plasuje się na 628. miejscu pod względem liczby ludności, natomiast pod względem powierzchni na miejscu 359.).